# Lens nigricans
Lens nigricans ist eine Pflanzenart aus der Gattung der Linsen (Lens).

## Merkmale
Lens nigricans ist ein einjähriger Schaft-Therophyt, der Wuchshöhen von 10 bis 30 Zentimeter erreicht. Die Pflanze ist abstehend flaumig. Den Blättern fehlt manchmal die Ranke. Die 4 bis 10 Fiedern sind lineal bis länglich und 5 bis 10 × 1,5 bis 2 Millimeter groß. Die Trauben sind ein- bis dreiblütig und nickend. Die Blütenstiele sind länger als die Blätter und meist begrannt. Die Krone ist hellblau oder lila und 4 bis 7 Millimeter groß. Die Hülsen sind 9 bis 12 × 4 bis 6 Millimeter groß und kahl.
Die Blütezeit reicht von April bis Mai.
Die Chromosomenzahl beträgt 2n = 14.

## Vorkommen
Lens nigricans kommt im Mittelmeerraum auf trockenem steinigen Brachland vor. Das Verbreitungsgebiet umfasst Marokko, Algerien, Tunesien, die Kanarischen Inseln, Portugal, Spanien, die Balearen, Italien, Sardinien, Sizilien, Korsika, Frankreich, das frühere Jugoslawien, Albanien, Griechenland, Bulgarien, Kreta, Zypern, die Ägäis, die Türkei, Armenien, Georgien und die Ukraine. Die Art kommt auf der Iberischen Halbinsel in Höhenlagen von 200 bis 2000 Metern Meereshöhe vor.

## Taxonomie
Lens nigricans wurde 1909 von Friedrich August Marschall von Bieberstein in Flora Taurico-Caucasica exhibens stirpes phaenogamas, in Chersoneso Taurica et regionibus caucasicis sponte crescentes Band 2 Seite 164 als Ervum nigricans erstbeschrieben. Die Art wurde 
1842 von Philip Barker Webb & Sabin Berthelot in Histoire Naturelle des Iles Canaries Band 3(2; 2), Seite 97 als Lens nigricans (M.Bieb.) Webb & Berthel. in die Gattung Lens gestellt. Später wurde die Art 1843 auch von Dominique Alexandre Godron in Flore de Lorraine Band 1, Seite 173 als Lens nigricans (M.Bieb.) Godr. in die Gattung Lens gestellt.